# 순치제의 섭정
이 문서는 청나라 세조 순치제의 섭정에 대해서 서술한다.

## 청 세조 순치제의 섭정
청 세조 순치제의 섭정은 중국 청나라 제3대 황제 순치제가 1643년 9월 21일 향년 51세로 붕어한 아버지 청 태종 숭덕제(淸 太宗 崇德帝)의 뒤를 이어 5세의 나이로 보위에 올라 1643년 9월 21일에서 1650년 12월 3일을 기하여 친정할 때까지 순치제의 섭정을 거쳐간 자들을 통틀어 이르는 명칭이다.

## 서자 청 성조 강희제에게 선위 후 청 세조 순치제의 불교 승려 출가
참고로 순치제(順治帝)는 1650년 12월 3일을 기하여 섭정을 거둔 이후 친정 체제를 본격 시행하다가 1661년 1월 7일을 기하여 행치(行痴)라는 법명으로 불교 승려가 되었는데 1개월 후인 1661년 2월 5일을 기하여 순치제 행치 선사는 천연두로 인하여 23세로 붕어하였다.

## 역대 순치제 섭정
- 정헌친왕 지르갈랑 - 재임기간: 1643년 9월 21일 ~ 1646년 3월 2일
- 효장문황태후 - 재임기간: 1646년 3월 2일 ~ 1647년 3월 3일
- 예충친왕 도르곤 - 재임기간: 1647년 3월 3일 ~ 1650년 12월 3일

## 같이 보기
- 강희제의 섭정
- 순 영창제 리 쯔청
- 뉴뉴
- 룽친왕
- 함풍제의 섭정